# サンセット・サンライズ
『サンセット・サンライズ』（Sunset Sunrise）は、PCゲーム『エーデルワイス』のボーカルソングを収録したCDアルバム。

## 概要
- エーデルワイスに登場するキャラクターのイメージソングを収録している。
- ボーカルについては様々なアーティストが歌いあげているためコンピレーション・アルバム的なものともなっている。
- アーティストが作詞をし自身で歌い上げる曲が多数収録されている。

## 収録曲
1. Sunrise
  - 作曲・編曲：milktub
  - 木管楽器、金管楽器を前面にしたインストゥルメント
2. 蕾姫ってコトで!
  - 作詞：畑亜貴、作曲・編曲：ms-jacky、歌：NANA
  - 青空遥花イメージテーマ
3. ダカラパンチ!
  - 作詞・歌：佐藤ひろ美 、作曲：宮崎京一、編曲：ms-jacky
  - 日向みずきイメージテーマ
4. あいのたね
  - 作詞・歌：yozuca、作曲・編曲：鈴木マサキ
  - 雨宮なつめイメージテーマ
5. Give me ×××!!
  - 作詞：橋本みゆき、作曲・編曲：鈴木マサキ、歌：UR@N
  - 鴨池蘭イメージテーマ
6. ダーリン
  - 作詞・歌：YURIA、作曲・編曲：鈴木マサキ
  - 伊吹芽衣イメージテーマ
7. さくら日記
  - 作詞・歌：UR@N、作曲・編曲：宮崎京一
  - 高瀬さくらイメージテーマ
  - 「エーデルワイス 詠伝ファンタジア」高瀬さくらエンディングテーマ
8. Secret Garden
  - 作詞・歌：中原涼、作曲・編曲：宮崎京一
  - 藤崎凛イメージテーマ
  - 「エーデルワイス 詠伝ファンタジア」藤崎凛エンディングテーマ
9. 顔ロード〜第6章〜
  - 作詞：milktub、作曲・編曲：ms-jacky、歌：佐藤ひろ美
  - 風船カズ子イメージテーマ
10. アンパン男道
  - 作詞・作曲・編曲・歌：milktub
  - パンチューイメージテーマ
11. サンセット・サンライズ
  - 作詞・作曲・編曲・歌：milktub
  - アルバムタイトル